# A Double Misunderstanding
A Double Misunderstanding és una pel·lícula muda de l'Éclair American protagonitzada per Barbara Tennant. La pel·lícula, d'una bobina (aproximadament 10 minuts) i distribuïda per la Universal Film Manufacturing Company, es va estrenar el 9 de juliol de 1912.

## Argument
Una parella de joves de bona família estan enamorats. La tia de la noia, una solterona, s'oposa al casament. Els amants planifiquen que la tia conegui el pare del noi, que és vidu. Una carta destinada a la noia arriba a la tia per error. La seva resposta cau en mans del pare produint-se un doble malentès que acabarà que els dos tutors s'acabin enamorant i que la pel·lícula acabi amb un doble matrimoni.

## Repartiment
- Barbara Tennant (la noia)
- Julia Stuart (la tieta)
- Robert Frazer
- Guy Oliver
- John G. Adolfi
- Mathilde Baring
- Muriel Ostriche
- Isabel Lamon
- Lamar Johnstone
- George Larkin
- John Troyano